# Aeroportul Balakovo
Aeroportul Balakovo (IATA: BWO, ICAO: UWSB) este un aeroport din Balakovo, Munițipalnoe obrazovanie gorod Balakovo⁠(d), Balakovski raion⁠(d), Saratov, Rusia. A fost deschis în 18 februarie 1956.
Situat la o altitudine de 24 m, aeroportul dispune de o singură pistă.